# Woodman (cheval)
Woodman (1983-2007) est un cheval de course pur-sang anglais. Après une courte carrière en forme de promesse non tenue, il est devenu un étalon de premier plan

## Carrière de courses
Acquis aux ventes de yearlings de Keeneland pour 3 millions de dollars, Woodman réalisa un début de carrière tonitruant, avec trois victoires en trois sorties, dans un maiden puis dans deux groupe 3. Tous les espoirs étaient alors permis par cet alezan, et pourtant il déçut dans des Dewhurst Stakes dont il était le grand favori. Sa rentrée à 3 ans confirma qu'il n'avait été qu'une étoile filante, et il fila aussitôt au haras.

### Résumé de carrière
| Date         | Hippodrome  | Pays        | Course            | Statut      | Distance    | Jockey      | Place       | Écart       | Vainqueur ou deuxième |
| 1985, 2 ans  | 1985, 2 ans | 1985, 2 ans | 1985, 2 ans       | 1985, 2 ans | 1985, 2 ans | 1985, 2 ans | 1985, 2 ans | 1985, 2 ans | 1985, 2 ans           |
| ------------ | ----------- | ----------- | ----------------- | ----------- | ----------- | ----------- | ----------- | ----------- | --------------------- |
| ―            | Curragh     | Irlande     | Maiden            |             | 1 200 m     | ―           | 1er         | ―           | Petsik                |
| 31 août      | Curragh     | Irlande     | Anglesey Stakes   | Gr. 3       | 1 200 m     | Pat Eddery  | 1er / 7     | 1 ½         | Rommel's Choice       |
| 29 septembre | Curragh     | Irlande     | Futurity Stakes   | Gr. 3       | 1 600 m     | Pat Eddery  | 1er / 10    | 3/4         | Hungry Giant          |
| 18 octobre   | Newmarket   | Royaume-Uni | Dewhurst Stakes   | Gr. 1       | 1 400 m     | Pat Eddery  | 5e / 8      | ―           | Huntingdale           |
| 1986, 3 ans  |             |             |                   |             |             |             |             |             |                       |
| Avril        | Curragh     | Irlande     | Mill Ridge Stakes |             | 1 200 m     | Pat Eddery  | 3e / 5      | ―           | Young Blade           |

## Au haras
À l'issue de sa brève carrière, Woodman est envoyé à Ashford Stud près de Versailles, Kentucky, la toute nouvelle antenne de Coolmore, auquel s'est associé Robert Sangster. L'un des meilleurs continuateurs de Mr. Prospector au haras, il jouera un rôle particulier dans l'implantation de Coolmore aux États-Unis, tout en donnant de nombreux chevaux de grande valeur en Europe, en Australie où il a fait la navette durant quelques années, et même au Brésil où il stationna une saison et laissa une trace. Il émargeait à 75 000 dollars la saillie dans les années 90. 
Parmi ses meilleurs produits, on peut citer (avec le nom du père de mère entre parenthèses) : 
- Hector Protector (Riverman) - Grand Critérium, Prix Morny, Prix de la Salamandre,  Poule d'Essai des Poulains, Prix Jacques Le Marois
- Bosra Sham (propre sœur du susnommé) - Fillies' Mile, 1000 Guineas, Champion Stakes, 3 ans de l'année en Europe (1996)
- Hawk Wing (Val de l'Orne) - National Stakes, Eclipse Stakes, Lockinge Stakes
- Hansel (Dancing Count) - Preakness, Belmont Stakes, 3 ans de l'année aux États-Unis (1991)
- Timber Country (Pretense) - Breeders' Cup Juvenile, Preakness Stakes, 2 ans de l'année aux États-Unis (1994)
- Gay Gallanta (Nureyev) - Cheveley Park Stakes, 2 ans de l'année en Europe (1994)
- Hishi Akebono (Seattle Slew) - Sprinters Stakes

Si les fils de Woodman n'ont pas réussi de grandes carrières au haras, ses filles lui ont permis de perpétuer son influence. Il est notamment le père de mère de More Than Ready (par Southern Halo), dont la production détient le record du nombre de vainqueurs, avec plus de 2 000 gagnants sur les deux hémisphères, dont une centaine de vainqueurs de groupe, parmi lesquels 26 lauréats de groupe 1.
Woodman est mort le 19 juillet 2007.

## Origines
Fils de l'illustre Mr. Prospector, Woodman appartient à la fameuse lignée 1-x fondée dans les années 30 par La Troienne. 
Sa mère, Playmate, était une propre sœur de la championne et grande poulinière Numbered Account, 2 ans de l'année aux États-Unis en 1971, et mère de l'excellent étalon Private Account (par Damascus, père notamment de East of The Moon et des Hall of Famers Personal Ensign et Inside Information), ainsi que de Dance Number (par Northern Dancer), lui aussi vainqueur de groupe 1. 

### Pedigree
| Origines de Woodman (USA), mâle alezan né en 1983 | Origines de Woodman (USA), mâle alezan né en 1983 | Origines de Woodman (USA), mâle alezan né en 1983 | Origines de Woodman (USA), mâle alezan né en 1983 |
| ------------------------------------------------- | ------------------------------------------------- | ------------------------------------------------- | ------------------------------------------------- |
| Père Mr. Prospector                               | Raise A Native                                    | Native Dancer                                     | Polynesian                                        |
| Père Mr. Prospector                               | Raise A Native                                    | Native Dancer                                     | Geisha                                            |
| Père Mr. Prospector                               | Raise A Native                                    | Raise You                                         | Case Ace                                          |
| Père Mr. Prospector                               | Raise A Native                                    | Raise You                                         | Lady Glory                                        |
| Père Mr. Prospector                               | Gold Digger                                       | Nashua                                            | Nasrullah                                         |
| Père Mr. Prospector                               | Gold Digger                                       | Nashua                                            | Segula                                            |
| Père Mr. Prospector                               | Gold Digger                                       | Sequence                                          | Count Fleet                                       |
| Père Mr. Prospector                               | Gold Digger                                       | Sequence                                          | Miss Dogwood                                      |
| Mère Playmate                                     | Buckpasser                                        | Tom Fool                                          | Menow                                             |
| Mère Playmate                                     | Buckpasser                                        | Tom Fool                                          | Gaga                                              |
| Mère Playmate                                     | Buckpasser                                        | Busanda                                           | War Admiral                                       |
| Mère Playmate                                     | Buckpasser                                        | Busanda                                           | Businesslike                                      |
| Mère Playmate                                     | Intriguing                                        | Swaps                                             | Khaled                                            |
| Mère Playmate                                     | Intriguing                                        | Swaps                                             | Iron Reward                                       |
| Mère Playmate                                     | Intriguing                                        | Glamour                                           | Nasrullah                                         |
| Mère Playmate                                     | Intriguing                                        | Glamour                                           | Striking (famille 1-x)                            |